# Liste der bedeutendsten Schachturniere (2000–2009)
Dies ist eine Teilliste der Liste der bedeutendsten Schachturniere, die den Zeitraum 2000 bis 2009 umfasst.

## Liste
| Jahr      | Ort                                             | Sieger | 2. Platz | 3. Platz |
| --------- | ----------------------------------------------- | --- | --- | --- |
| 1999/2000 | Pamplona                                        | Nigel Short (England) | Boris Gelfand (Israel), Zoltán Almási (Ungarn) | |
|           | Hastings                                        | Emil Sutovsky (Israel) | Alexei Drejew (Russland), Jonathan Speelman (England) | |
| 2000      | Wijk aan Zee                                    | Garri Kasparow (Russland) | Wladimir Kramnik (Russland), Viswanathan Anand (Indien), Péter Lékó (Ungarn) | |
|           | Linares                                         | Garri Kasparow (Russland), Wladimir Kramnik (Russland)                                                                                     | | Péter Lékó (Ungarn), Viswanathan Anand (Indien), Alexander Chalifman (Russland), Alexei Schirow (Spanien)                         |
|           | Bali                                            | Judit Polgár (Ungarn) | Alexander Chalifman (Russland), Anatoli Karpow (Russland) | |
|           | Essen                                           | Wadim Swjaginzew (Russland), Alexei Drejew (Russland), Klaus Bischoff (Deutschland)                                                        | | |
|           | Lwiw                                            | Wassyl Iwantschuk (Ukraine) | Michał Krasenkow (Polen) | Alexander Beliavsky (Slowenien)                                                                                                   |
|           | Sarajevo                                        | Garri Kasparow (Russland) | Michael Adams (England), Alexei Schirow (Spanien) | |
|           | Malmö                                           | Judit Polgár (Ungarn) | Jan Timman (Niederlande) | Ulf Andersson (Schweden) |
|           | Mérida (Mexiko)                                 | Alexei Schirow (Spanien) | Judit Polgár (Ungarn) | Gilberto Hernández (Mexiko) |
|           | Saint-Vincent (Europameisterschaft)             | Pawel Tregubow (Russland), Alexei Alexandrow (Belarus), Tomasz Markowski (Polen), Andrei Charlow (Russland),                               | | |
|           | Dortmund                                        | Wladimir Kramnik (Russland), Viswanathan Anand (Indien)                                                                                    | | Michael Adams (England), Péter Lékó (Ungarn), Wladimir Akopjan (Armenien)                                                         |
|           | Biel                                            | Peter Swidler (Russland) | Loek van Wely (Niederlande), Ruslan Ponomarjow (Ukraine) | |
|           | Montecatini Terme                               | Wassyl Iwantschuk (Ukraine) | Jewgeni Barejew (Russland) | Surab Asmaiparaschwili (Georgien)                                                                                                 |
|           | Shenyang                                        | Viswanathan Anand (Indien) | Jewgeni Barejew (Russland) | Boris Gelfand (Israel), Gilberto Milos (Brasilien)                                                                                |
|           | Polanica-Zdrój                                  | Boris Gelfand (Israel) | Alexei Schirow (Spanien), Loek van Wely (Niederlande) | |
|           | Buenos Aires                                    | Judit Polgár (Ungarn), Viktor Bologan (Moldawien)                                                                                          | | Nigel Short (England) |
|           | Neu-Delhi/Teheran (FIDE-WM) (K.-o.-System)      | Viswanathan Anand (Indien) | Alexei Schirow (Spanien) | Michael Adams (England), Alexander Grischtschuk (Russland)                                                                        |
|           | Hoogeveen                                       | Alexander Chalifman (Russland) | Jan Timman (Niederlande) | Alexander Galkin (Russland) |
| 2001      | Wijk aan Zee                                    | Garri Kasparow (Russland) | Viswanathan Anand (Indien) | Wladimir Kramnik (Russland), Wassyl Iwantschuk (Ukraine)                                                                          |
|           | Linares                                         | Garri Kasparow (Russland) | Judit Polgár (Ungarn), Péter Lékó (Ungarn), Alexei Schirow (Spanien), Anatoli Karpow (Russland), Alexander Grischtschuk (Russland) | |
|           | Sankt Petersburg                                | Konstantin Sakajew (Russland) | Viktor Kortschnoi (Schweiz), Sergei Rublewski (Russland) | |
|           | Enghien-les-Bains                               | Wladimir Akopjan (Armenien) | Joël Lautier (Frankreich) | Jewgeni Barejew (Russland), Étienne Bacrot (Frankreich), Loek van Wely Niederlande                                                |
|           | Dos Hermanas                                    | Alexei Drejew (Russland), Ilia Smirin (Israel)                                                                                             | | Zoltán Almási (Ungarn), Francisco Vallejo Pons (Spanien), Miguel Illescas Córdoba (Spanien), Surab Asmaiparaschwili (Georgien)    |
|           | Poikowski                                       | Viorel Bologan (Moldawien) | Smbat Lputjan (Armenien), Sergei Rublewski (Russland) | |
|           | Essen                                           | Rustam Kasimjanov (Usbekistan) | Christopher Lutz (Deutschland), Emil Sutovsky (Israel) | |
|           | Sarajevo                                        | Kiril Georgiew (Bulgarien) | Wesselin Topalow (Bulgarien) | Ilia Smirin (Israel), Alexei Drejew (Russland)                                                                                    |
|           | Mérida (Mexiko)                                 | Viswanathan Anand (Indien) | Nigel Short England | Alexander Chalifman (Russland) |
|           | Astana                                          | Garri Kasparow (Russland) | Wladimir Kramnik (Russland) | Boris Gelfand (Israel) |
|           | Ohrid (Europameisterschaft)                     | Emil Sutovsky (Israel) | Ruslan Ponomarjow (Ukraine) | Surab Asmaiparaschwili (Georgien)                                                                                                 |
|           | Portorož                                        | Alexander Beliavsky (Slowenien) | Boris Gelfand (Israel) | Andrij Wolokitin (Ukraine) |
|           | Shanghai                                        | Michał Krasenkow (Polen), Viktor Bologan (Moldawien), Ye Jiangchuan (Volksrepublik China)                                                  | | |
|           | Dortmund                                        | Wladimir Kramnik (Russland), Wesselin Topalow (Bulgarien)                                                                                  | | Péter Lékó (Ungarn) |
|           | Biel                                            | Viktor Kortschnoi (Schweiz) | Peter Swidler (Russland) | Boris Gelfand (Israel) |
|           | Buenos Aires                                    | Anatoli Karpow (Russland) | Viktor Kortschnoi (Schweiz), Teymur Rəcəbov (Aserbaidschan) | |
|           | Kramatorsk                                      | Ruslan Ponomarjow (Ukraine) | Alexei Alexandrow (Belarus) | Wolodymyr Baklan (Ukraine), Jaan Ehlvest (Estland)                                                                                |
|           | Hoogeveen                                       | Judit Polgár (Ungarn), Loek van Wely (Niederlande)                                                                                         | | Viktor Kortschnoi (Schweiz) |
|           | Moskau (FIDE-WM) (KO-System)                    | Ruslan Ponomarjow (Ukraine) | Wassyl Iwantschuk (Ukraine) | Viswanathan Anand (Indien), Peter Swidler (Russland)                                                                              |
| 2001/2002 | Pamplona                                        | Viktor Bologan (Moldawien) | Teymur Rəcəbov (Aserbaidschan), Zoltán Almási (Ungarn), Ulf Andersson (Schweden) | |
| 2002      | Wijk aan Zee                                    | Jewgeni Barejew (Russland) | Alexander Grischtschuk (Russland) | Michael Adams (England), Alexander Morosewitsch (Russland)                                                                        |
|           | Cannes                                          | Boris Gelfand (Israel), Wesselin Topalow (Bulgarien)                                                                                       | | Jewgeni Barejew (Russland), Étienne Bacrot (Frankreich), Péter Lékó (Ungarn), Anatoli Karpow (Russland), Peter Swidler (Russland) |
|           | Linares                                         | Garri Kasparow (Russland) | Ruslan Ponomarjow (Ukraine) | Wassyl Iwantschuk (Ukraine), Viswanathan Anand (Indien), Michael Adams (England)                                                  |
|           | Essen                                           | Wadim Swjaginzew (Russland) | Péter Lékó (Ungarn) | Christopher Lutz (Deutschland), Michał Krasenkow (Polen)                                                                          |
|           | Sarajevo                                        | Sergej Movsesjan (Slowakei) | Ivan Sokolov (Niederlande) | Alexei Schirow (Spanien), Alexei Drejew (Russland), Ilia Smirin (Israel), Teymur Rəcəbov (Aserbaidschan)                          |
|           | Batumi (Europameisterschaft)                    | Bartłomiej Macieja (Polen) | Michail Gurewitsch (Belgien) | Sergei Wolkow (Russland) |
|           | Dortmund (Braingames-Kandidatenturnier)         | Péter Lékó (Ungarn) | Wesselin Topalow (Bulgarien) | Alexei Schirow (Spanien), Jewgeni Barejew (Russland)                                                                              |
|           | Biel                                            | Ilia Smirin (Israel) | Vladislav Tkachiev (Frankreich), Alexei Drejew (Russland) | |
|           | Hyderabad (Indien)                              | Viswanathan Anand (Indien) | Rustam Kasimjanov (Usbekistan) | Alexander Beliavsky (Slowenien), Alexei Drejew (Russland)                                                                         |
|           | Hoogeveen                                       | Péter Ács (Ungarn) | Alexander Chalifman (Russland), Judit Polgár (Ungarn) | |
|           | Pamplona                                        | Rustam Kasimjanov (Usbekistan), Viktor Bologan (Moldawien)                                                                                 | | Francisco Vallejo Pons (Spanien)                                                                                                  |
| 2003      | Wijk aan Zee                                    | Viswanathan Anand (Indien) | Judit Polgár (Ungarn) | Jewgeni Barejew (Russland) |
|           | Bermuda                                         | Giovanni Vescovi (Brasilien) | Peter Swidler (Russland) | Tomasz Markowski (Polen) |
|           | Reykjavík                                       | Alexei Schirow (Spanien) | Bartłomiej Macieja (Polen), Viktor Kortschnoi (Schweiz) | |
|           | Linares                                         | Wladimir Kramnik (Russland), Péter Lékó (Ungarn)                                                                                           | | Garri Kasparow (Russland), Viswanathan Anand (Indien)                                                                             |
|           | Moskau                                          | Viktor Bologan (Moldawien), Alexei Alexandrow (Belarus), Aljaksej Fjodarau (Belarus), Peter Swidler (Russland)                             | | |
|           | Dos Hermanas                                    | Alexander Rustemow (Russland), Alexei Drejew (Russland)                                                                                    | | Francisco Vallejo Pons (Spanien), Alexander Chalifman (Russland)                                                                  |
|           | Istanbul (Europameisterschaft)                  | Surab Asmaiparaschwili (Georgien) | Wladimir Malachow (Russland) | Alexander Graf (Deutschland) |
|           | Budapest                                        | Nigel Short (England) | Judit Polgár (Ungarn) | Péter Lékó (Ungarn) |
|           | Poikowski                                       | Peter Swidler (Russland), Joël Lautier (Frankreich)                                                                                        | | Sergei Rublewski (Russland), Wadim Swjaginzew (Russland)                                                                          |
|           | Sarajevo                                        | Ivan Sokolov (Niederlande) | Sergej Movsesjan (Slowakei), Alexei Schirow (Spanien), Rustam Kasimjanov (Usbekistan) | |
|           | Esbjerg                                         | Alexei Drejew (Russland), Luke McShane (England), Krishnan Sasikiran (Indien)                                                              | | |
|           | Enghien-les-Bains                               | Jewgeni Barejew (Russland) | Michael Adams (England) | Boris Gelfand (Israel) |
|           | Biel                                            | Alexander Morosewitsch (Russland) | Joël Lautier (Frankreich), Ilia Smirin (Israel) | |
|           | Dortmund                                        | Viktor Bologan (Moldawien) | Wladimir Kramnik (Russland), Viswanathan Anand (Indien) | |
|           | Skanderborg                                     | Peter Heine Nielsen (Dänemark), Darmen Sadwakasow (Kasachstan), Nigel Short (England), Curt Hansen (Dänemark)                              | | |
|           | Hoogeveen                                       | Judit Polgár (Ungarn) | Ivan Sokolov (Niederlande), Lewon Aronjan (Armenien) | |
|           | Selfoss                                         | Ivan Sokolov (Niederlande), Predrag Nikolić (Bosnien und Herzegowina)                                                                      | | Wladimir Malachow (Russland) |
|           | Belfort                                         | Michail Gurewitsch (Belgien) | Laurent Fressinet (Frankreich) | Christian Bauer (Frankreich) |
|           | Pamplona                                        | Miguel Illescas Córdoba (Spanien), Luke McShane (England), Emil Sutovsky (Israel)                                                          | | |
| 2004      | Wijk aan Zee                                    | Viswanathan Anand (Indien) | Péter Lékó (Ungarn), Michael Adams (England) | |
|           | Bermuda                                         | Giovanni Vescovi (Brasilien) | Boris Gelfand (Israel) | Sergej Movsesjan (Slowakei) |
|           | Moskau                                          | Sergei Rublewski (Russland), Rafael Vaganian (Armenien), Waleri Filippow (Russland)                                                        | | |
|           | Linares                                         | Wladimir Kramnik (Russland) | Garri Kasparow (Russland), Péter Lékó (Ungarn) | |
|           | Poikowski                                       | Peter Swidler (Russland), Sergei Rublewski (Russland)                                                                                      | | Viktor Bologan (Moldawien), Ivan Sokolov (Niederlande)                                                                            |
|           | Paks                                            | Viktor Kortschnoi (Schweiz) | Ferenc Berkes (Ungarn) | Alexander Beliavsky (Slowenien)                                                                                                   |
|           | Antalya (Europameisterschaft)                   | Wassyl Iwantschuk (Ukraine) | Predrag Nikolić (Bosnien und Herzegowina) | Lewon Aronjan (Armenien) |
|           | Sarajevo                                        | Alexei Schirow (Spanien) | Sergej Movsesjan (Slowakei) | Ivan Sokolov (Niederlande), Viktor Bologan (Moldawien)                                                                            |
|           | Taiyuan                                         | Nigel Short (England) | Ni Hua (Volksrepublik China) | Joël Lautier (Frankreich), Alexei Drejew (Russland)                                                                               |
|           | Tripolis (FIDE-WM) (KO-System)                  | Rustam Kasimjanov (Usbekistan) | Michael Adams (England) | Wesselin Topalow (Bulgarien), Teymur Rəcəbov (Aserbaidschan)                                                                      |
|           | Biel                                            | Alexander Morosewitsch (Russland) | Krishnan Sasikiran (Indien) | Ruslan Ponomarjow (Ukraine), Yannick Pelletier (Schweiz), Étienne Bacrot (Frankreich)                                             |
|           | Dortmund                                        | Viswanathan Anand (Indien) | Wladimir Kramnik (Russland) | Peter Swidler (Russland) |
|           | Pune                                            | Rustam Kasimjanov (Usbekistan), Liviu-Dieter Nisipeanu (Rumänien)                                                                          | | P. Harikrishna (Indien) |
|           | Hoogeveen                                       | Ivan Sokolov (Niederlande) | Nigel Short (England) | Daniël Stellwagen (Niederlande)                                                                                                   |
|           | Ashdod                                          | Ilia Smirin (Israel), Eduardas Rozentalis (Litauen), Boris Awruch (Israel), Boris Gelfand (Israel)                                         | | |
|           | Yucatán (KO-System)                             | Wassyl Iwantschuk (Ukraine) | Alexander Graf (Deutschland) | Neuris Delgado Ramírez (Kuba), Yuniesky Quesada Pérez (Kuba)                                                                      |
|           | Pamplona                                        | Boris Gelfand (Israel) | Serhij Karjakin (Ukraine) | Lázaro Bruzón (Kuba) |
| 2004/2005 | Drammen                                         | Alexei Schirow (Spanien), Peter Heine Nielsen (Dänemark)                                                                                   | | Luke McShane (England) |
| 2005      | Wijk aan Zee                                    | Péter Lékó (Ungarn) | Viswanathan Anand (Indien) | Wesselin Topalow (Bulgarien) |
|           | Bermuda                                         | Boris Gelfand (Israel), P. Harikrishna (Indien)                                                                                            | | Leinier Domínguez (Kuba), Andrei Wolokitin (Ukraine)                                                                              |
|           | Moskau                                          | Emil Sutovsky (Israel), Andrei Charlow (Russland), Wassyl Iwantschuk (Ukraine), Wladimir Akopjan (Armenien), Alexander Motyljow (Russland) | | |
|           | Linares                                         | Wesselin Topalow (Bulgarien), Garri Kasparow (Russland)                                                                                    | | Viswanathan Anand (Indien) |
|           | Poikowski                                       | Étienne Bacrot (Frankreich), Viktor Bologan (Moldawien)                                                                                    | | Alexander Grischtschuk (Russland), Alexei Drejew (Russland)                                                                       |
|           | Dos Hermanas                                    | Teymur Rəcəbov (Aserbaidschan) | Surab Asmaiparaschwili (Georgien), Rubén Felgaer (Argentinien), Alexei Drejew (Russland), Alexander Rustemow (Russland) | |
|           | Havanna                                         | Wassyl Iwantschuk (Ukraine) | Lázaro Bruzón (Kuba) | Neuris Delgado Ramírez (Kuba), Leinier Domínguez (Kuba)                                                                           |
|           | Sofia                                           | Wesselin Topalow (Bulgarien) | Viswanathan Anand (Indien) | Judit Polgár (Ungarn), Ruslan Ponomarjow (Ukraine)                                                                                |
|           | Minneapolis                                     | Swiad Isoria (Georgien) | Ilia Smirin (Israel), Gata Kamsky (USA), Alexander Beliavsky (Slowenien), P. Harikrishna (Indien), Jaan Ehlvest (Estland), Jewgeni Najer (Russland), Ildar Ibragimov (USA), Artur Jussupow (Deutschland), Leonid Judassin (Israel), Daniel Fridman (Lettland), | |
|           | Sarajevo                                        | Viktor Bologan (Moldawien), Ivan Sokolov (Niederlande)                                                                                     | | Artjom Timofejew (Russland) |
|           | Warschau (Europameisterschaft)                  | Liviu-Dieter Nisipeanu (Rumänien) | Teymur Rəcəbov (Aserbaidschan) | Lewon Aronjan (Armenien) |
|           | Dortmund                                        | Arkadij Naiditsch (Deutschland) | Wesselin Topalow (Bulgarien), Étienne Bacrot (Frankreich), Loek van Wely (Niederlande), Pjotr Swidler (Russland) | |
|           | Stepanakert                                     | Lewon Aronjan (Armenien) | Aschot Anastassjan (Armenien) | Hikaru Nakamura (USA) |
|           | San Luis (Argentinien) (FIDE-Weltmeisterschaft) | Wesselin Topalow (Bulgarien) | Viswanathan Anand (Indien), Pjotr Swidler (Russland) | |
|           | Chanty-Mansijsk (FIDE-Weltpokal) (KO-System)    | Lewon Aronjan (Armenien) | Ruslan Ponomarjow (Ukraine) | Étienne Bacrot (Frankreich) |
|           | Mérida (Mexiko)                                 | Lázaro Bruzón (Kuba) | Michał Krasenkow (Polen) | Nikola Mitkov (Mazedonien), Frank de la Paz (Kuba)                                                                                |
| 2005/2006 | Pamplona                                        | Ruslan Ponomarjow (Ukraine) | P. Harikrishna (Indien), Iwan Tscheparinow (Bulgarien) | |
| 2006      | Wijk aan Zee                                    | Wesselin Topalow (Bulgarien) | Viswanathan Anand (Indien) | Michael Adams (England), Wassyl Iwantschuk (Ukraine)                                                                              |
|           | Gibraltar                                       | Kiril Georgiew (Mazedonien) | Nigel Short (England) | Emil Sutovsky (Israel) |
|           | Cuernavaca                                      | Ruslan Ponomarjow (Ukraine), Francisco Vallejo Pons (Spanien)                                                                              | | Hikaru Nakamura (USA) |
|           | Morelia/Linares                                 | Lewon Aronjan (Armenien) | Wesselin Topalow (Bulgarien), Teymur Rəcəbov (Aserbaidschan) | |
|           | Poikowski                                       | Alexei Schirow (Spanien) | Ruslan Ponomarjow (Ukraine), Wadim Swjaginzew (Russland), Alexei Drejew (Russland), Jewgeni Barejew (Russland) | |
|           | Kuşadası (Europameisterschaft)                  | Zdenko Kožul (Kroatien) | Wassyl Iwantschuk (Ukraine) | Kiril Georgiew (Bulgarien) |
|           | Sofia                                           | Wesselin Topalow (Bulgarien) | Gata Kamsky (USA) | Viswanathan Anand (Indien) |
|           | Dortmund                                        | Wladimir Kramnik (Russland) | Pjotr Swidler (Russland) | Michael Adams (England) |
|           | Moskau (Tal-Memorial)                           | Péter Lékó (Ungarn) | Ruslan Ponomarjow (Ukraine), Lewon Aronjan (Armenien) | |
| 2007      | Wijk aan Zee                                    | Lewon Aronjan (Armenien) | Wesselin Topalow (Bulgarien) | Teymur Rəcəbov (Aserbaidschan) |
|           | Morelia/Linares                                 | Viswanathan Anand (Indien) | Alexander Morosewitsch (Russland), Magnus Carlsen (Norwegen) | |
|           | M-Tel Masters, Sofia                            | Wesselin Topalow (Bulgarien) | Krishnan Sasikiran (Indien) | Şəhriyar Məmmədyarov (Aserbaidschan)                                                                                              |
|           | Dortmund                                        | Wladimir Kramnik (Russland) | Jewgeni Alexejew (Russland) | Péter Lékó (Ungarn) |
|           | Sarajevo                                        | Sergej Movsesjan (Slowakei) | Borki Predojević (Bosnien und Herzegowina) | Ivan Sokolov (Niederlande), Alexander Morosewitsch (Russland)                                                                     |
|           | Poikowski                                       | Dmitri Jakowenko (Russland) | Alexander Onischuk (USA), Jewgeni Alexejew (Russland), Viktor Bologan (Moldawien) | |
|           | Foros                                           | Wassyl Iwantschuk (Ukraine) | Serhij Karjakin (Ukraine) | Alexander Onischuk (USA), Pjotr Swidler (Russland), Loek van Wely (Niederlande), Alexei Schirow (Spanien)                         |
|           | Dresden (Europameisterschaft)                   | Vladislav Tkachiev (Frankreich) | Emil Sutovsky (Israel) | Dmitri Jakowenko (Russland) |
|           | Vitoria-Gasteiz                                 | Wesselin Topalow (Bulgarien) | Ruslan Ponomarjow (Ukraine) | Liviu-Dieter Nisipeanu (Rumänien), Judit Polgár (Ungarn)                                                                          |
|           | Karlsbad                                        | Ruslan Ponomarjow (Ukraine), Sergej Movsesjan (Slowakei)                                                                                   | | Wladimir Akopjan (Armenien), David Navara (Tschechien)                                                                            |
|           | Biel                                            | Magnus Carlsen (Norwegen) | Alexander Onischuk (USA) | Yannick Pelletier (Schweiz), Judit Polgár (Ungarn), Alexander Grischtschuk (Russland), Teymur Rəcəbov (Aserbaidschan)             |
|           | Mexiko-Stadt (Weltmeisterschaft)                | Viswanathan Anand (Indien) | Wladimir Kramnik (Russland) | Boris Gelfand (Israel) |
|           | Moskau (Tal-Memorial)                           | Wladimir Kramnik (Russland) | Alexei Schirow (Spanien) | Boris Gelfand (Israel), Magnus Carlsen (Norwegen), Dmitri Jakowenko (Russland), Péter Lékó (Ungarn)                               |
|           | Chanty-Mansijsk (FIDE-Weltpokal) (KO-System)    | Gata Kamsky (USA) | Alexei Schirow (Spanien) | Magnus Carlsen (Norwegen), Serhij Karjakin (Ukraine)                                                                              |
| 2007/2008 | Pamplona                                        | Francisco Vallejo Pons (Spanien) | Wang Yue (China), Baadur Dschobawa (Georgien) | |
|           | Reggio nell’Emilia                              | Zoltán Almási (Ungarn) | Vüqar Həşimov (Aserbaidschan), Ni Hua (China), P. Harikrishna (Indien) | |
| 2008      | Wijk aan Zee                                    | Lewon Aronjan (Armenien), Magnus Carlsen (Norwegen)                                                                                        | | Viswanathan Anand (Indien), Teymur Rəcəbov (Aserbaidschan)                                                                        |
|           | Morelia/Linares                                 | Viswanathan Anand (Indien) | Magnus Carlsen (Norwegen) | Lewon Aronjan (Armenien), Wesselin Topalow (Bulgarien)                                                                            |
|           | Plovdiv (Europameisterschaft)                   | Sergey Tiviakov (Niederlande) | Sergej Movsesjan (Slowakei) | Sergei Wolkow (Russland) |
|           | Baku (FIDE-Grand-Prix)                          | Vüqar Həşimov (Aserbaidschan), Wang Yue (China), Magnus Carlsen (Norwegen)                                                                 | | |
|           | Sarajevo                                        | Alexander Morosewitsch (Russland) | Leinier Domínguez (Kuba) | Sergej Movsesjan (Slowakei) |
|           | Foros                                           | Magnus Carlsen (Norwegen) | Wassyl Iwantschuk (Ukraine) | Serhij Karjakin (Ukraine), Pawel Eljanow (Ukraine)                                                                                |
|           | Dortmund                                        | Péter Lékó (Ungarn) | Wassyl Iwantschuk (Ukraine), Şəhriyar Məmmədyarov (Aserbaidschan), Jan Nepomnjaschtschi (Russland), Jan Gustafsson (Deutschland) | |
|           | Sotschi (FIDE-Grand-Prix)                       | Lewon Aronjan (Armenien) | Teymur Rəcəbov (Aserbaidschan) | Wang Yue (China) |
|           | M-Tel Masters, Sofia                            | Wassyl Iwantschuk (Ukraine) | Wesselin Topalow (Bulgarien) | Teymur Rəcəbov (Aserbaidschan) |
|           | Biel                                            | Jewgeni Alexejew (Russland) | Leinier Domínguez (Kuba) | Magnus Carlsen (Norwegen) |
|           | Poikowski                                       | Sergei Rublewski (Russland), Dmitri Jakowenko (Russland), Vüqar Həşimov (Aserbaidschan), Alexei Schirow (Spanien)                          | | |
|           | Moskau (Tal-Memorial)                           | Wassyl Iwantschuk (Ukraine) | Alexander Morosewitsch (Russland), Boris Gelfand (Israel), Ruslan Ponomarjow (Ukraine), Wladimir Kramnik (Russland) | |
|           | Bilbao                                          | Wesselin Topalow (Bulgarien) | Lewon Aronjan (Armenien), Wassyl Iwantschuk (Ukraine), Magnus Carlsen (Norwegen) | |
|           | Elista (FIDE-Grand-Prix)                        | Teymur Rəcəbov (Aserbaidschan), Dmitri Jakowenko (Russland), Alexander Grischtschuk (Russland)                                             | | |
|           | Nanjing                                         | Wesselin Topalow (Bulgarien) | Lewon Aronjan (Armenien) | Bu Xiangzhi (China) |
| 2008/2009 | Pamplona                                        | Krishnan Sasikiran (Indien) | Wladimir Malachow (Russland), Francisco Vallejo Pons (Spanien) | |
| 2009      | Wijk aan Zee                                    | Serhij Karjakin (Ukraine) | Lewon Aronjan (Armenien), Teymur Rəcəbov (Aserbaidschan), Sergej Movsesjan (Slowakei) | |
|           | Linares                                         | Alexander Grischtschuk (Russland) | Wassyl Iwantschuk (Ukraine) | Magnus Carlsen (Norwegen) |
|           | Budva (Europameisterschaft)                     | Jewgeni Tomaschewski (Russland) | Wladimir Malachow (Russland) | Baadur Dschobawa (Georgien) |
|           | Naltschik (FIDE-Grand-Prix)                     | Lewon Aronjan (Armenien) | Péter Lékó (Ungarn), Wladimir Akopjan (Armenien) | |
|           | Sarajevo                                        | Pawel Eljanow (Ukraine) | Wang Hao (China), Borki Predojević (Bosnien und Herzegowina) | |
|           | M-Tel Masters, Sofia                            | Alexei Schirow (Spanien) | Wesselin Topalow (Bulgarien), Magnus Carlsen (Norwegen) | |
|           | Poikowski                                       | Alexander Motyljow (Russland) | Vüqar Həşimov (Aserbaidschan) | Ernesto Inarkiew (Russland), Emil Sutovsky (Israel)                                                                               |
|           | Bazna                                           | Wassyl Iwantschuk (Ukraine) | Boris Gelfand (Israel) | Teymur Rəcəbov (Aserbaidschan), Alexei Schirow (Spanien)                                                                          |
|           | Dortmund                                        | Wladimir Kramnik (Russland) | Péter Lékó (Ungarn), Magnus Carlsen (Norwegen), Dmitri Jakowenko (Russland) | |
|           | San Sebastian                                   | Hikaru Nakamura (USA) | Ruslan Ponomarjow (Ukraine) | Pjotr Swidler (Russland) |
|           | Biel                                            | Maxime Vachier-Lagrave (Frankreich) | Alexander Morosewitsch (Russland), Wassyl Iwantschuk (Ukraine) | |
|           | Dschermuk (FIDE-Grand-Prix)                     | Wassyl Iwantschuk (Ukraine) | Lewon Aronjan (Armenien), Boris Gelfand (Israel) | |